# Hugo Arzt
Hugo Arzt (* 4. September 1877 in Michelstadt; † 5. Juni 1952 in Wiesbaden) war ein deutscher Beamter. Er war Präsident der Direktionen Oldenburg und Münster der Deutschen Reichsbahn.

## Leben
Er stammte aus einer hessischen Tuchmacherfamilie. Nach der erfolgreichen Reifeprüfung im März 1896 am Großherzoglichen Realgymnasium in Darmstadt ging Hugo Arzt zum Studium der Maschinenbaukunde an die Technische Hochschule München. Später wechselte er nach Darmstadt und zuletzt an die Technische Hochschule Hannover. Am 18. Dezember 1902 legte er die Diplomhauptprüfung und am 22. Februar 1906 die Staatsprüfung ab. Im Anschluss schlug er eine Beamtenlaufbahn bei den Preußischen Staatseisenbahnen ein, in der er 1903 zum Regierungsbauführer, 1906 zum Regierungsbaumeister und 1916 zum Baurat ernannt wurde. 1920 gingen die Preußischen Staatseisenbahnen in der Deutschen Reichsbahn auf, in deren Diensten Arzt verblieb. Im gleichen Jahr wurde er zum Regierungsbaurat, 1922 zum Oberregierungsbaurat und 1924 zum Reichsbahnoberrat ernannt. Zum 1. Oktober 1932 erfolgte seine Beförderung zum Direktor bei der Deutschen Reichsbahn, zugleich übernahm er das Amt des Präsidenten der Reichsbahndirektion Oldenburg. Nachdem die Reichsbahndirektion Oldenburg zum Jahresende 1934 aufgelöst worden war, war Hugo Arzt einige Monate in Essen tätig und erhielt dann im September 1935 das Amt des Reichsbahndirektion-Präsidenten in Münster übertragen.

## Ehrungen
- 1934: Aufnahme in Das Deutsche Führerlexikon